# Neolimnomyia hetaira
Neolimnomyia hetaira is een tweevleugelige uit de familie steltmuggen (Limoniidae). De soort komt voor in het Afrotropisch gebied.